# Semiothisa paleolata
Semiothisa paleolata là một loài bướm đêm trong họ Geometridae.